# 雲南問題
雲南問題（うんなんもんだい）は19世紀末から20世紀前半にかけて、雲南省の地下資源及び雲南を経由する通商路を巡るイギリス、フランス、中国の紛争問題。

## 概要
1874年にインド政府が実施した雲南調査において、北京のイギリス公使館が通訳として派遣したオーガスタス・マーガリーが武装した中国人に殺害された件（マーガリー事件）を機にイギリスは中国との間に抱える諸問題を解決する為に芝罘においてイギリス公使トーマス・ウェードと李鴻章の交渉が開始され、1876年に芝罘条約が締結された。
一方1866年から雲南を経由する通商路の調査を開始したフランスは1874年のサイゴン条約をきっかけにベトナムを巡る意見の対立から清との間で戦争が勃発した（清仏戦争）。その後1885年にはフランス公使ユール・パトノートルと李鴻章の間で天津条約が結ばれたが、フランスとイギリス間で雲南地方に関する利権についてしばしば意見が対立し、雲南問題と呼ばれた。

## 芝罘条約
以下の内容を取り決め、中国は1876年に、イギリスは1885年にそれぞれ批准した。イギリスの批准が遅れたのはインド政府及び商人の反対にあった為。
1. マーガリー事件の謝罪と賠償金の支払い
2. 雲南-ビルマ間の国境貿易の許可
3. 宜昌、蕪湖、温州、北海の開港
4. イギリス官吏の重慶駐在
5. アヘンに対する保税制度の適用

## 天津条約
1. 清のベトナムに対する宗主権放棄
2. 雲南、広西、広東における国境陸路貿易の規定
3. 鉄道を敷設する際の業者指定

## 影響
1893年の仏泰戦争ではフランスがシャムに迫り、イギリスと衝突する可能性が高まると、1896年にイギリス・フランス両国は「シャムとメーコーン上流域に関する英仏宣言」を発表して戦争を回避し、副次的産物として、タイをイギリス・フランス両国の緩衝地帯として残すことが定められた。
ドイツ帝国の急速な進出に直面した1904年に、両国は英仏協商を締結し、英仏間の対立関係は完全に終止符が打たれた。露仏同盟、英露協商、と合わせて三国協商と呼ばれ、第一次世界大戦へ至る重要な外交関係となった。